# Infants d'Aragó
Infant d'Aragó fou el títol emprat a Castella per als fills mascles de Ferran d'Antequera i Elionor d'Alburquerque durant el regnat d'Alfons el Magnànim:
- Sanç d'Aragó (1398-1415), mestre de l'orde de Calatrava i de l'orde d'Alcántara
- Joan II d'Aragó (1398-1479), duc de Montblanc i de Peñafiel, senyor de Balaguer, rei de Navarra i després rei d'Aragó i comte de Barcelona
- Enric d'Aragó (c. 1400-1445), duc de Villena, comte d'Alburquerque i d'Empúries, senyor de Sogorb, etc., i gran mestre de l'orde de Sant Jaume
- Pere d'Aragó (1406-1438), duc de Noto, senyor de Terrassa, etc.

La forta posició econòmica i política que els havien llegat els seus pares al regne castellà els permeté una enorme influència política, combatuda per Álvaro de Luna y Jarana i instrumentalitzada per Alfons el Magnànim. Una i altra foren liquidades després de la Guerra dels Infants d'Aragó (1429-1445).